# Sieglinde Ahrens
Sieglinde Maria Ahrens (Berlín, 19 de febrer, 1936) és una organista i compositora alemanya.

## Estudis
Ahrens va completar els seus estudis a la Universitat de Ciències Aplicades de Berlín. Música amb Boris Blacher (composició) i el seu pare, el compositor i Organista de la catedral Joseph Ahrens (orgue, improvisació, Cant gregorià). Es va graduar el 1958 amb un diploma d'orgue amb distinció. Continuació d'estudis la va portar al Conservatori Nacional Superior de Música de París amb Darius Milhaud i Olivier Messiaen, on va rebre el "Premier Prix" en la classe Olivier Messiaen el 1959.
Del 1950 al 1956 va treballar, paral·lelament amb al seu pare, com a organista a l'església del Salvador de Berlín-Schmargendorf. El 1962 va ser admesa com Professora d'orgue a la Universitat de Ciències Aplicades Folkwang d'Essen; El 1970 va ser nomenada professora d'orgue a la mateixa universitat. El 1964 va rebre el Premi d'Avanç de l'Estat de Rin del Nord-Westfàlia per Música.
Sieglinde Ahrens es va fer coneguda per les seves activitats de concert al país i a l'estranger, així com per enregistraments de ràdio i CD, incloent els primers enregistraments de les obres per a orgue de Joseph Ahrens i Petr Eben.
És autora d'un llibre sobre música d'orgue de Messiaen Das Orgelwerk Messiaens, Gilles u. Francke (1968), ASIN: B0007JD6XM.

## Obres
- Sonate für Violine und Orgel, 1957
- Fantasie für Orgel, 1958
- Suite für Orgel, 1959
- Drei Gesänge für Bass solo und Orgel, 1963

## Documents sonors
- Petr Eben: Sunday music, Multisonic 1992
- Petr Eben: Laudes, Multisonic 1992
- Joseph Ahrens: L'Any Sant, Christophorus 1993
- Joseph Ahrens: Sonata per a viola i orgue, Christophorus 1993